# آي درة
آي درة هي قرية على سفح جبال كبه طاغ في جنوب غرب تركمانستان، في مديرية مخدوم قلي فراغي في ولاية بلقان.
يلتقي في آي درة نهر سومبار مع نهر آي درة.